# 수영 자유형 800m 대한민국 기록 추이
수영 자유형 800m 대한민국 기록 추이는 다음과 같다.

## 남자
| # | 기록          | 차이      | 선수   | 소속      | 날짜         | 대회명                                              | 개최지                | 경기장                        | 주석 및 기타                 | 동영상 |
| * | 11분 5초 6(7) |           | 김봉조 | 오산중    | 1961. 07. 09 | 군사 혁명 체육 축전                                 | 대한민국 서울         |                               | [ 1 ] [ 2 ]                  |        |
| * | 9분 13초 9    |           | 조오련 | 고려대    | 1974. 10. 28 | 제19회 전국수영선수권대회                           | 대한민국 서울         | 스위밍 센터                   | 종전기록 : 10분 48초 2       |        |
|   | 8분 49초 65   | - 24.25초 | 조오련 | 육군      | 1975. 07. 15 | 제32회 전국 남녀 초중고 대항 수영 대회              | 대한민국 서울         | 운동장수영장                  | [ 4 ]                        |        |
|   | 8분 49초 53   | - 00.12초 | 권순근 | 달성고    | 1987. 07. 22 | 제59회 동아 수영 대회                               | 대한민국 서울         | 동대문 수영장                 | 1500m 구간 기록              |        |
|   | 8분 42초 33   | - 07.20초 | 양욱   | 언북중    | 1987. 08. 12 | 제15회 해군 참모총장배 수영 대회                    | 대한민국 서울         | 동대문 수영장                 | 1500m 구간 기록.             |        |
|   | 8분 40초 67   | - 01.66초 | 양욱   | 언북중    | 1988. 02. 07 | 제3회 아시아 수영 선수권 대회 파견 대표 선수 선발전 | 대한민국 서울         | 태릉 실내 수영장              | 1500m 구간 기록.             |        |
|   | 8분 36초 99   | - 03.68초 | 임철성 | 경기고    | 1989. 09. 26 | 제70회 전국 체육 대회                               | 대한민국 안양         | 안양 실내 수영장              | 1500m 구간 기록              |        |
|   | 8분 35초 11   | - 01.88초 | 임칠성 | 신성고    | 1990. 06. 20 | 제18회 해군참모총장배 전국 수영 대회                | 대한민국 서울         | 올림픽수영장                  | 남고 자유형 1500m 중간 기록. |        |
|   | 8분 30초 83   | - 04.28초 | 방승훈 | 신성중    | 1990. 08. 26 | 제9회 대통령기 전국 수영 대회                       | 대한민국 서울         | 잠실 수영장                   | 1500m 구간 기록.             |        |
|   | 8분 28초 55   | - 02.28초 | 방승훈 | 신성고    | 1992. 02. 25 | 91 아시아 수영 선수권 대회 파견 국가 대표 선발전    | 대한민국 부산         | 사직 실내 수영장              | 1500m 구간 기록.             |        |
|   | 8분 25초 34   | - 03.21초 | 방승훈 | 신성고    | 1992. 04. 28 | 제3회 아시아 수영 선수권 대회                       | 일본 히로시마         | 히로시마시 종합 실내 수영장   | 1500m 구간 기록.             |        |
|   | 8분 23초 81   | - 01.53초 | 방승훈 | 신성고    | 1992. 10. 13 | 제73회 전국 체육 대회                               | 대한민국 대구         | 두류 수영장                   | 1500m 구간 기록.             |        |
|   | 8분 20초 22   | - 03.59초 | 방승훈 | 신성고    | 1993. 04. 08 | 제65회 동아 수영 대회                               | 대한민국 서울         | 올림픽 수영장                 | 1500m 구간 기록.             |        |
|   | 8분 15초 89   | - 04.33초 | 방승훈 | 신성고    | 1993. 07. 07 | 93 MBC배 수영 대회                                  | 대한민국 부산         | 사직 실내 수영장              | 1500m 구간 기록.             |        |
|   | 8분 08초 96   | - 06.93초 | 한규철 | 삼진기업  | 2001. 03. 17 | 제1회 아레나 코리아 오픈 수영 선수권 대회           | 대한민국 제주         | 제주 실내 수영장              | 1500m 구간 기록              |        |
|   | 8분 01초 40   | - 07.56초 | 조성모 | 해남고    | 2002. 07. 18 | 재닛 에번스 초청 대회                               | 미국 로스앤젤레스     | 맥도날드 수영장               | [ 16 ]                       |        |
|   | 7분 59초 02   | - 02.38초 | 박태환 | 경기고    | 2006. 12. 07 | 제15회 아시안 게임                                  | 카타르 도하           | 하마드 수영장                 | 1500m 구간 기록              |        |
|   | 7분 53초 04   | - 05.98초 | 박태환 | 단국대    | 2008. 08. 15 | 제29회 하계 올림픽                                  | 중화인민공화국 베이징 | 베이징 국가 수영 센터         | 1500m 구간 기록              |        |
|   | 7분 52초 07   | - 00.97초 | 박태환 | SK 텔레콤 | 2012. 05. 31 | 산타클라라 국제 그랑프리                            | 미국 산타클라라       | 조지 F. 헤인즈 국제 수영 센터 | 1위                          |        |
|   | 7분49초93     |           | 박태환 | SK 텔레콤 | 2012. 08. 04 | 제29회 하계 올림픽                                  | 영국 런던             |                               | 1500m 결선 구간 기록         |        |
|   | 7분47초69     | - 2.24    | 김우민 |           | 2023. 07. 25 | 제19회 세계 수영 선수권 대회                        | 일본 후쿠오카         | 마린메세 후쿠오카홀           | 예선 1위,                    |        |

## 여자
| # | 기록         | 차이        | 선수   | 소속             | 날짜         | 대회명                                                  | 개최지              | 경기장                | 주석 및 기타                  | 동영상 |
|   | 10분 55초 05 | - 11.9초    | 변경숙 | 근명여고         | 1975. 07. 04 | 제7회 해군참모총장배 쟁탈 전국 남녀 초중고교 수영 대회  | 대한민국 서울       |                       | 종전 11분 7초 4(남상필, 72년) |        |
|   | 10분 37초 89 | 전자계시    | 변경숙 | 근명여고         | 1975. 07. 26 | 제6회 아시아 에이지 그룹 수영 대회                      | 대한민국 서울       | 태릉국제수영장        | [ 18 ]                        |        |
|   | 10분 36초 61 |             | 이태희 | 충북대성여상     | 1976. 10. 13 | 제57회 전국 체육 대회                                   | 대한민국 부산       | 성지곡수영장          | 종전기록                      |        |
|   | 10분 20초 79 |             | 최연숙 | 근명여상         | 1976. 10. 30 | 제21회 전국 남녀 수영 선수권 대회                       | 대한민국 서울       | 스위밍 센터           | 종전기록: 10분 36초 61        |        |
|   | 10분 05초 71 | - 초        | 최연숙 | 근명여상         | 1977. 08. 28 | 제49회 전국 학생 수영 대회                              | 대한민국 서울       | 서울 운동장풀         | 종전 10분 11초 69             |        |
|   | 9분 59초 42  | - 6.29초    | 김영희 | 대성여상         | 1978. 08. 02 | 제10회 해군참모총장배 쟁탈 전국 남녀 초중고교 수영 대회 | 대한민국 서울       | 서울운동장풀          | [ 22 ]                        |        |
|   | 9분 56초 78  | -2.64초     | 이시은 | 강남국교         | 1978. 09. 29 | 우수 선수 기록회                                        | 대한민국 서울       | 태릉수영장            | [ 23 ]                        |        |
|   | 09분 48초 38 | -8.40초     | 이시은 | 상명여중         | 1979. 06. 23 | 제25회 서울시초중고대학별수영대회                       | 대한민국 서울       | 서울운동장옥외풀      | [ 24 ]                        |        |
|   | 9분 38초 40  | - 9.98초    | 이시은 | 상명여중         | 1979. 07. 15 | 제34회 전국 남녀 학생 종별 수영 대회                    | 대한민국 서울       | 서울운동장수영장      | [ 25 ]                        |        |
|   | 9분 38초 38  | - 0.02초    | 이시은 | 상명여중         | 1979. 08. 30 | 제4회 아시아 에이지 그룹 수영 대회                      | 대한민국 서울       | 서울운동장 풀         | [ 26 ]                        |        |
|   | 9분 26초 89  | -           | 이시은 | 상명여중         | 1980. 05. 16 | 아시아 초청 수영 선수권 대회                            | 인도네시아 자카르타 |                       | 종전 9분 28초 57              |        |
|   | 9분 24초 52  | - 2.37초    | 김영희 | 대성여상         | 1980. 08. 10 | 제52회 동아수영대회                                     | 대한민국 서울       | 서울운동장수영장      | [ 28 ]                        |        |
|   | 9분 23초 17  |             | 이시은 | 상명여고         | 1982. 07. 04 | 제37회 초중고대및일반대항전국수영대회                   | 대한민국 서울       |                       | --                            |        |
|   | 9분 21초 11  | - 2.06초    | 이시은 | 상명여고         | 1982. 08. 03 | 제54회 동아수영대회                                     | 대한민국 서울       |                       | [ 30 ]                        |        |
|   | 9분 13초 40  | -           | 정성희 |                  | 1986.        | 제10회 아시안 게임                                      | 대한민국 서울       |                       |                               |        |
|   | 9분 05초 29  | - 8.11초    | 이문희 | 서울체고         | 1990. 05. 16 | 제10회 아산기 수영 대회                                 | 대한민국 부산       | 사직 실내 수영장      | [ 31 ]                        |        |
|   | 8분 58초 94  | -           | 이문희 | 서울체고         | 1990. 11.    | 제11회 아시안 게임                                      | 중국 베이징         |                       |                               |        |
|   | 8분 56초 18  | - 2.76초    | 김수진 | 사직여고         | 1992. 10. 14 | 제73회 전국 체육 대회                                   | 대한민국 대구       | 두류 수영장           |                               |        |
|   | 8분 54초 25  | -           | 정유진 | 부천여중         | 1993. 05.    | 1993년 동아시아 경기 대회                               | 중국 상하이         |                       |                               |        |
|   | 8분 53초 24  | - 1.01초    | 정유진 | 부천여중         | 1993. 08. 15 | 범태평양 수영 대회                                      | 일본 고베           |                       | [ 32 ]                        |        |
|   | 8분 51초 60  | - 1.64초    | 정원경 | 광명여고         | 1994. 06. 29 | 94 히로시마 아시안 게임 파견 수영 국가 대표 선발전      | 대한민국 서울       | 한국체육대학교 수영장 | [ 33 ]                        |        |
|   | 8분 50초 51  | - 1.09초    | 정원경 | 광명여고         | 1994. 08. 25 | MBC배 수영 대회                                         | 대한민국 서울       | 올림픽 수영장         |                               |        |
|   | 8분 48초 64  | - 1.87초    | 서연정 | 인천체고         | 2005. 10. 17 | 제86회 전국 체육 대회                                   | 대한민국 울산       | 문수 실내 수영장      |                               |        |
|   | 8분 42초 93  | - 2.35초 ** | 정지연 | 경기체고         | 2006. 10. 21 | 제87회 전국 체육 대회                                   | 대한민국 김천       | 김천 실내 수영장      | 종전 8분 45초 28 (자신 4월)   |        |
|   | 8분 41초 09  | - 1.52초    | 조현주 | 울산스포츠과학고 | 2016. 02. 25 | 제6회 김천 전국수영대회                                 | 대한민국 김천       | 김천 실내 수영장      | 종전 8분42초31 (자신 2014)    |        |
|   | 8분 40초 79  | - 0.30초    | 조현주 | 울산스포츠과학고 | 2016. 04. 26 | 제88회 동아수영대회                                     | 대한민국 광주       | 남대부 국제수영장     |                               |        |
|   | 8분39초06    | - 1.73초    | 한다경 | 전북체육회       | 2019. 05. 21 | 2019 수영 국가대표 2차 선발대회                         | 대한민국 김천       | 김천실내수영장        |                               |        |

## 같이 보기
- 수영 자유형 800m 세계 기록 추이